# Arbeitsgericht Mainburg
Das Arbeitsgericht Mainburg war ein bayerisches Arbeitsgericht mit Sitz in Mainburg.

## Geschichte
Gemäß Arbeitsgerichtsgesetz vom 23. Dezember 1926 wurden in Deutschland Arbeitsgerichte gebildet. Diese waren nur in der ersten Instanz organisatorisch selbstständige Gerichte, die Landesarbeitsgerichte waren den Landgerichten zugeordnet. Am Landgericht München I entstand so 1927 das Landesarbeitsgericht München als eines von 23 Landesarbeitsgerichten in Bayern. In Mainburg entstand das Arbeitsgericht Mainburg als eines von 14 Arbeitsgerichten des Landesarbeitsgerichts. Sein Sprengel umfasste den Gerichtsbezirk des Amtsgerichts Mainburg. Es bestand eine allgemeine Kammer für Arbeiter und Angestellte und eine Kammer für das Handwerk.
Bereits 1929 wurde die Zahl der Arbeitsgerichte deutlich reduziert. Das Arbeitsgericht Mainburg wurde aufgehoben, seine Aufgaben übernahm das Arbeitsgericht Freising.